# GD 66
GD 66 o V361 Aurigae è una nana bianca pulsante di 0,64 M⊙ (masse solari) situata a 170 anni luce dalla Terra nella costellazione Auriga. L'età di raffreddamento stimata della nana bianca è di 500 milioni di anni. Tutti i modelli basati sul rapporto tra la massa iniziale di una stella e la sua massa finale come nana bianca suggeriscono che quando la stella era nella sequenza principale aveva una massa di circa 2,5 M⊙, il che implica che la sua vita è stata di circa 830 milioni di anni. Si stima quindi che l'età totale della stella sia compresa tra 1,2 e 1,7 miliardi di anni.

## Caratteristiche
GD 66 è una nana bianca pulsante del tipo DAV, con un periodo estremamente stabile. Piccole variazioni nella fase della pulsazione hanno suggerito che la stella fosse orbitata da un pianeta gigante che ha causato il ritardo delle pulsazioni a causa della distanza variabile dalla stella causata dal movimento riflesso attorno al centro di massa del sistema. Le osservazioni con il telescopio spaziale Spitzer non sono riuscite a rilevare direttamente il pianeta, il che ha posto un limite superiore alla massa di 5−6 masse di Giove. 
Lo studio di una modalità di pulsazione separata ha rivelato variazioni di temporizzazione in antifase con le variazioni della modalità di pulsazione originariamente analizzata. Questo non accadrebbe se le variazioni fossero causate da un pianeta in orbita, e quindi le variazioni di temporizzazione devono avere una causa diversa. Ciò illustra i potenziali pericoli del tentativo di rilevare pianeti mediante i tempi di pulsazione delle nane bianche.